# Potamothrissa obtusirostris
Potamothrissa obtusirostris är en fiskart som först beskrevs av Boulenger, 1909.  Potamothrissa obtusirostris ingår i släktet Potamothrissa och familjen sillfiskar. IUCN kategoriserar arten globalt som livskraftig. Inga underarter finns listade i Catalogue of Life.